# Селижаровская районная библиотека
Селижаровская районная библиотека — одна из старейших библиотек Тверской области России. Находится в пгт Селижарово, основана в 1884 году.

## Расположение
Библиотека расположена недалеко от районной администрации. Находится по адресу ул. Ленина, 8. Занимает старинное здание, памятник архитектуры, построенное в купцом П.Г. Анишиным и являющееся одной из старейших построек посёлка. 

## История
Библиотека в Селижарове была открыта 22 июня 1884 года.
Первые сведения о библиотеке имеются в изданиях Тверской губернии от 1 октября 1886 года. В конце 19 века значительная часть библиотеки пострадала от пожара. В 1933 году она занимала одну комнату в волостном административном здании, имела фонд из 817 названий и 1626 экземпляров.
С 1929 года имеет статус районной библиотеки. 
В 1934 году фонд составлял 5727 экземпляров. 

## Структура и фонды
Книжный фонд селижаровской библиотеки составляет 34614 экземпляров. За 2020 год поступило 1246 экземпляров. Регулярно проводятся экскурсии для детей подготовительных групп детских садов и учащихся начальных классов школ посёлка. Ежегодно селижаровская библиотека обслуживает около 2819 человек.
Библиотека имеет 14 сельских филиалов. 